# Redhill (Somerset)
Redhill – wieś w Anglii, w hrabstwie ceremonialnym Somerset, w dystrykcie (unitary authority) North Somerset. Leży 14 km na południowy zachód od miasta Bristol i 181 km na zachód od Londynu.